# Dealul cu Fluturi
Dealul cu Fluturi este o arie protejată de interes național ce corespunde categoriei a IV-a IUCN (rezervație naturală de tip floristic și faunistic), situată în județul Cluj, pe teritoriul administrativ al comunei Viișoara.
Rezervația naturală aflată pe versantul sud-estic al dealului „Coasta Lunii”, are o suprafață de 20 ha și constă într-o arie de pășuni și fânețe, ce adăpostește o mare diversitate de fluturi (peste 150 de specii) din ordinului Lepidopterelor și unde vegetează speciile de plante carmofite (subregn vegetal al plantelor cu corm): astragalus (Astragalus excapus), salvia (Salvia transsylvanica), jurinea (Jurinea mollis) sau târtanul (Crambe tataria).